# Pontus (gebied)
Pontus (Grieks: Πόντος; Pontos, zee) is een landstreek en kustregio die gevormd wordt door het centrale en oostelijke deel van de Zwarte Zeekust van Klein-Azië. De streek ligt in Turkije en grenst aan Cappadocië en Armenië. Het Pontisch Gebergte is bepalend voor de zuidgrens van het gebied. De huidige benaming is in Turkije Karadeniz Bölgesi. Het is een etnisch divers gebied, met van west naar oost onder andere nederzettingen van Turken, Circassiërs, Chepni, Pontische Grieken, Hamshenis, Lazen en Georgiërs. De lingua franca is Turks.

## Naam
De naam komt van de Griekse kolonisten die de zuidkust van de Zwarte Zee (Πόντος Εύξεινος / Pontos Euxeinos, Herbergzame Zee) vanaf de 8e eeuw voor Christus bevolkten. Het gebied ten oosten van de rode rivier, de Kizil Irmak (Halys / Ἅλυς), werd toen aangeduid als aan de zee (pontos). Het reikte in het oosten tot in aan de Colchis en ook een groot deel van het achterland viel onder Grieks bestuur.

## Geschiedenis
De zuid- en oostkust van de Zwarte Zee kent een zeer lange geschiedenis van menselijke bewoning. In Azerbeidzjan zijn muurtekeningen gevonden van enkele tienduizenden jaren oud. Toch zijn langs de kust weinig tot geen resten gevonden van bewoning die zo ver terug reiken. Tijdens het laatste glaciaal maximum was de waterstand in de Zwarte zee zo laag dat de kust tientallen kilometers verder de zee in reikte dan nu. Toen het gletsjerwater ging smelten overstroomde de Middellandse zee door de Bosporus richting de Zwarte Zee en steeg het waterpeil er snel. Gespeculeerd wordt dat deze overstroming van de vermoedelijk druk bewoonde kuststrook via overlevering terecht zijn gekomen in verschillende culturen van Eurazië als zondvloed, ed. Zie hiervoor het artikel: Zwarte Zee, overstroming na de ijstijd.
Vroege bewoners waarvan vast staat dat ze delen van dit gebied hebben gekoloniseerd zijn onder andere Anatolische volkeren zoals de Hettiten en Kaukasische volkeren zoals Lazen en Armeniërs. Vanaf de 8e eeuw voor Christus arriveerden er grote aantallen Griekse kolonisten uit Ionië, met name uit de stad Milete. Zij stichtten er langs de kust een reeks handelssteden zoals Sinope, Sampsunta, Kerasunta, Trapezounta en Rizounta. De steden maakten deel uit van een uitgebreid handelsnetwerk dat exotische producten beschikbaar stelde voor Griekse staten in de Egeïsche zee. Exportproducten waren in deze tijd voornamelijk olie, vruchten, noten en metalen.

### Pontisch koninkrijk
Veel van deze vroege Griekse koloniën stonden bloot aan continue invallen van Perzische volkeren. Alexander de Grote maakte hier een eind aan door het Perzische Rijk te veroveren. Toch bleven veel Perzische dynastieën bestaan zoals de Mithridatische dynastie van Kios, die het koninkrijk Pontus oprichtte in 281 v.Chr. vanuit de westelijke stad Sinope. Van dan af breidde Pontus zich territoriaal uit tot het volledige oostelijke deel van de kust.
Uit de bloeitijd van het koninkrijk Pontus zijn munten bewaard gebleven met prachtig gekarakteriseerde portretkoppen van enkele koningen. De beeltenissen van Mithridates III en Pharnaces I (grootvader van Mithridates VI) zijn hoogtepunten in de hellenistische muntkunst. Op deze munten staan ook geïdealiseerde koppen.

### Romeinse provincie Pontus et Bithynia

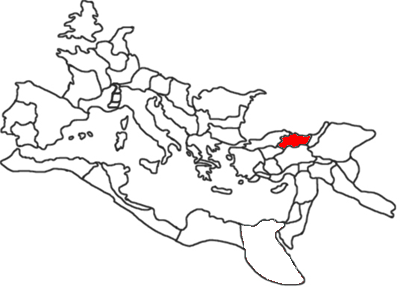
Pontus in het Romeinse Rijk

Na de overwinning van de Romein Pompejus in de Derde Mithridatische Oorlog deelde deze vrijwel geheel Pontus op onder de heersers van de omliggende rijken, terwijl hij veel steden zelfstandig maakte. Op den duur werd de streek echter samen met Bithynia in het Romeinse provinciale stelsel geïncorporeerd en werd het in 63 v.Chr. omgevormd tot de provincia Pontus et Bithynia.

### Byzantijns thema Chaldië
Na de val van het Romeinse Rijk ging het gebied op in het Byzantijnse Rijk, als het thema Chaldië. Gedurende de middeleeuwen blijft het grootste deel van de bevolking Griekstalig. De grote Joodse bevolking werd vanaf de 7e eeuw uit de Pontus verjaagd. De voorouders van zo'n 90% van alle Asjkenazische Joden kwamen uit Griekse of Perzische gemeenschappen in de Pontus. Zij vertrokken richting het religieus tolerante Turkse Rijk der Chazaren.
Vanaf de 11e eeuw arriveren met name in het centrale deel van Pontus grote aantallen Turkse volkeren zoals de Turkmeense Danishmenden, die er hun machtsbasis vestigen. Na de Slag bij Manzikert in 1071 hebben de Seltsjoekse Turken vrij spel in Anatolië, de meeste Griekse steden in het binnenland vallen in hun handen. De kuststeden bleven grotendeels buiten schot en onder Byzantijns bestuur. Pas enkele eeuwen later, als de Seltsjoeken en andere Turkmeense stammen zijn verslagen door de Ottomanen zouden zij in gevaar komen. De Ottomanen deelden het Byzantijnse Rijk in tweeën met de verovering van Sinope en scheidde zo Pontus van de rest van het rijk.

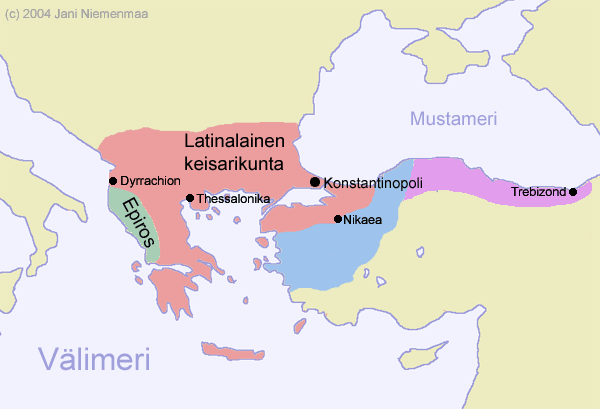
Het keizerrijk Trebizonde in het paars (1214)

### Keizerrijk Trebizonde
Nadat de Vierde Kruistocht Constantinopel had geruïneerd, verhuisde de Byzantijnse keizerlijke familie naar Trabzon. In april 1204 veroverden Alexius en David Comnenus, kleinzonen van Andronicus I, met hulp van koningin Tamar van Georgië aan wier hof zij in ballingschap waren, de stad. Zij stichtten zo het keizerrijk Trebizonde dat nog tot 1461 door de Comnenen geregeerd zou worden. Hiermee werd de stad in feite de derde en laatste, hoewel in omvang zeer bescheiden, incarnatie van Rome.

### Osmaans Vilajet Trebizonde

Het Trabzon Vilayet in 1900

In 1461 valt Trabzon, de belangrijkste Pontische stad, in handen van de Turkse Ottomanen. Het zou nog tot 1470 duren voordat de volledige Pontus in bezit was van de Turken, met de inname van Rize. Vanaf dit moment gaan moslims een groot deel van de bevolking uitmaken. Gedurende de 15e en 16e eeuw gaat vervolgens een groot deel van de bevolking over op de islam. In de 18e en 19e eeuw openden veel Griekse scholen en kloosters waar in het Nieuwgrieks werd onderwezen. Ook arriveren in deze periode veel islamitische vluchtelingen uit de Krim en de Kaukasus in het gebied, zij zijn uit hun woongebied gejaagd door de Russen.

### Republiek Pontos

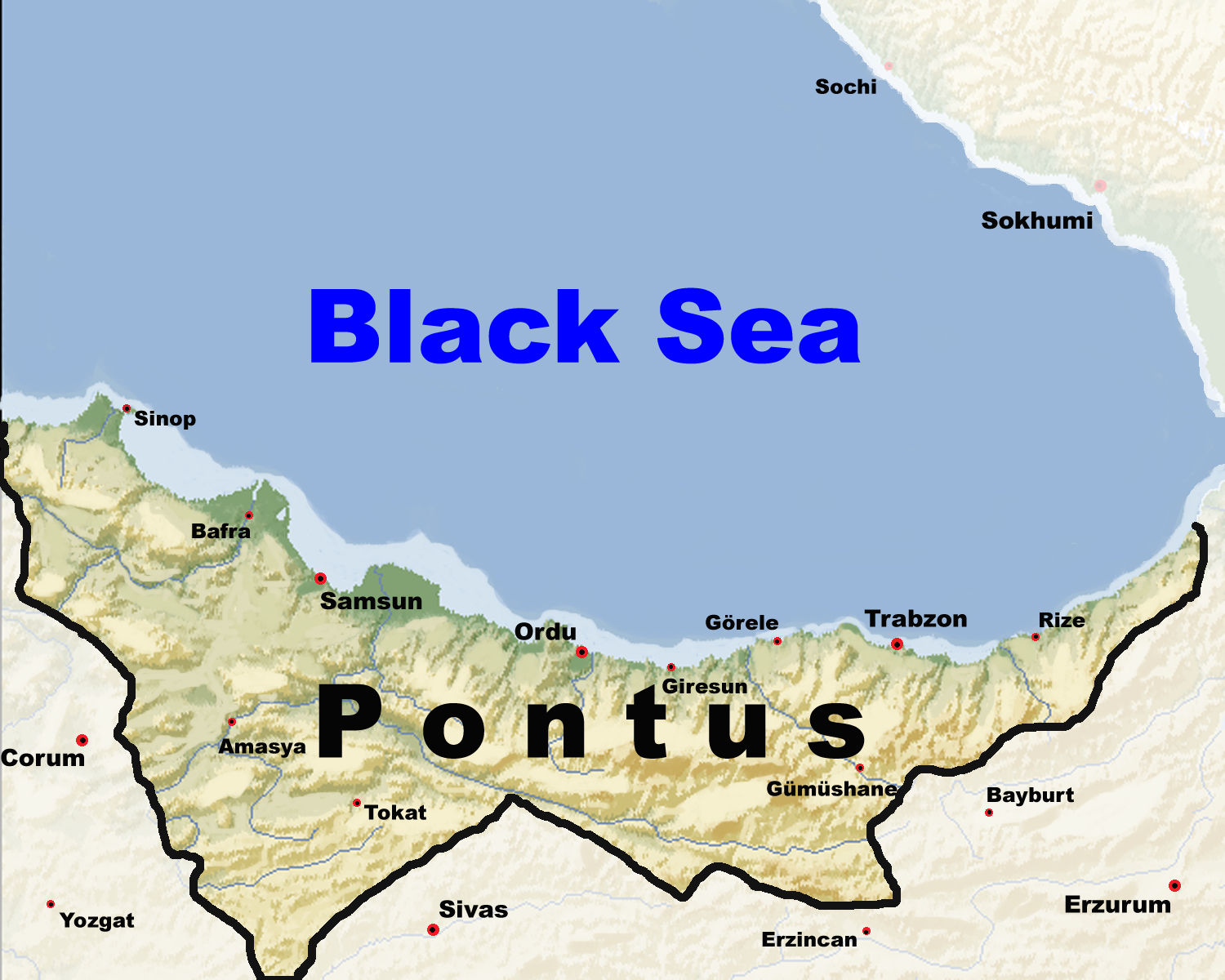
Het geclaimde grondgebied van de republiek Pontos

Tijdens de Eerste Wereldoorlog waren er enkele opstanden van christelijke Grieken in de Pontus, zoals in 1917 in Trabzon, geleid door de lokale bisschop Chrysanthus. Vanuit Samsun bestond tussen 1917 en 1921 een klein regionaal bestuur, onder de naam Dimokratía tou Pontou (Republiek van Pontus). In feite heeft deze organisatie nooit het volledig bestuur gehad over de regio, en de onafhankelijkheid werd ook niet uitgeroepen. Met name de Griekse bevolking van Trabzon en Giresun bood verzet tegen de onafhankelijkheidsbeweging in het westelijke deel van de Pontus. Tijdens de Vredesconferentie van Parijs in 1919 werd een onafhankelijke Pontische staat voorgesteld, maar geen van de deelnemers, inclusief Griekenland, steunde het voorstel.
Na de Turkse onafhankelijkheidsoorlog werden de Griekse christenen met Griekenland uitgewisseld tegen Turkse moslims uit Griekenland. Het betrof met name inwoners van de omgeving van Samsun. Rond Trabzon bleef nog een grote Griekse islamitische bevolkingsgroep aanwezig, sprekers van het Romeyka. Na de Tweede Wereldoorlog werd er voor het eerst thee verbouwd in de oostelijke regio (rond Rize) van de Pontus. Deze plant was uit de Kaukasus geïmporteerd en het gebied zou de belangrijkste producent van het land worden.
Tijdens de Eerste Wereldoorlog was het Ottomaanse Rijk een bondgenoot van Duitsland waardoor het in oorlog raakte met Rusland, Frankrijk en het Verenigd Koninkrijk. De Grieken stonden aan de kant van de geallieerden. In 1914 werden de eerste Pontische Grieken opgepakt, vermoord of naar concentratiekampen gebracht door het Turkse leger. Naar schatting zijn 350.000 – 1.000.000 Pontiërs omgekomen in de periode tussen 1914 en 1922.
In 1994 werd in Griekenland een wet aangenomen die de moord op Pontische Grieken als genocide erkent. Behalve Griekenland hebben slechts twee andere landen (Cyprus en Zweden) de Pontische genocide erkend. Turkije ontkent de genocide formeel en verzet zich tegen internationale erkenning ervan. In Turkije is 19 mei zelfs een nationale feestdag, waarbij de Turken de verdrijving van de vijand vieren en Atatürk eren.

### Regio Karadeniz Bölgesi

De Turkse Zwarte Zeeregio

Tijdens de tweede helft van de twintigste eeuw vond er nog een volksverhuizing plaats in het gebied. Veel jonge mannen verlieten hun gezin om elders in Turkije of Europa geld te gaan verdienen. In enkele decennia stroomden de bergdorpjes vrijwel geheel leeg. Tegelijkertijd kwamen er in de havensteden veel economische en politieke vluchtelingen uit de Sovjet-Unie te wonen, die er hun eigen markten en buurtwinkels begonnen.
Sinds de jaren 1980 is het gebied economisch versterkt, met enkele grote nieuwe universiteiten, vliegvelden, fabrieken en betere infrastructuur. Sindsdien is de bevolkingskrimp ook weer langzaam omgebogen in een groei.

## Cultuur
Pontus / Karadeniz heeft binnen Turkije een sterke eigen cultuur, met dansen zoals de Horon, muziekinstrumenten zoals de Kementzes en een compleet eigen keuken. Hoewel de regio zeer etnisch divers is delen zij al deze culturele kenmerken, alsmede de typische houten architectuurstijl. Wel is er een grote diversiteit aan dansen, muzikale ritmes, klederdracht en talen. In enkele dorpjes ten zuiden van de stad Trabzon wordt een van de laatste fluittalen ter wereld gefloten.

## Toerisme
Pontus is een grotendeels nog onbekend gebied voor Europese toeristen. De kust kent weinig stranden, en het zeewater is er vrijwel nooit boven de 20 graden. De meeste toeristen zijn dan ook wandelaars uit Europa en Japan en komen voor de natuurlijke schoonheid, de immense diversiteit in flora en fauna, de culturele eigenheid en de traditionele architectuur. In de bergen zijn zomerweiden boven de bomengrens, waar elk jaar festivals worden gehouden. Hier komen ook Turken uit heel Europa op af om hun verre familie te treffen. Ook komen er elk jaar veel Orthodoxe pelgrims en toeristen op bezoek in de kerken en kloosters in het gebied, zoals het Sumelaklooster bij Trabzon. Hier wordt sinds kort jaarlijks een liturgie gehouden door de orthodoxe patriarch van Constantinopel.
De belangrijkste bezienswaardigheden zijn:
Aan de westkant:
- Safranbolu, Amasra en Kastamonu, drie oude steden met veel historische architectuur.
- Het oude pittoreske stadje Amasya, in het achterland van Samsun, de grootste Turkse stad aan de kust.

In het midden:
- Het enige eilandje van Karadeniz: Giresun Island, ook wel Amazon Island genoemd kent een lange geschiedenis.
- De 500 meter hoge kabelbaan in Ordu, naar de Boztepe.

Aan de oostkant:
- Trabzon, met haar Byzantijnse en Ottomaanse bouwwerken en in het achterland het Sumelaklooster.
- De havenstadjes Tirebolu en Akcakale in Giresun, die de kustsnelweg grotendeels heeft gespaard.
- Het achterland van de stad Rize, met haar theeplantages en het nationale park rond de Kackar pieken.